# Kista Strait
Die Kista Strait ist eine Meerenge zwischen der Mawson-Küste des ostantarktischen Mac-Robertson-Lands und den der Küste vorgelagerten Flat Islands und den Jocelyn-Inseln. 
Norwegische Kartographen kartierten sie anhand von Luftaufnahmen der Lars-Christensen-Expedition 1936/37, beließen sie jedoch unbenannt. Das Antarctic Names Committee of Australia benannte sie 1961 nach dem Transportschiff Kista Dan, welches die Meerenge 1954 auf dem Weg zur Errichtung der Mawson-Station befahren hatte.